# Ich bin Linus; Wie ich der Mann wurde, der ich schon immer war
Ich bin Linus; wie ich der Mann wurde, der ich schon immer war von Linus Giese ist 2020 im Rowohlt Verlag erschienen und ist das erste von bisher (Stand Herbst 2023) zwei Büchern, die Linus Giese geschrieben hat. Giese schreibt über sein coming out als trans Mann mit 31 Jahren, über euphorische Momente und Selbstzweifel, digitale und analoge Gewalt und leistet gleichzeitig Aufklärungsarbeit über queere Themen und trans Themen, indem er beispielsweise Vorschläge für eine trans inklusivere Sprache macht und Denkanstöße gibt, Geschlechtlichkeit jenseits von gesellschaftlichen Vorstellungen von Geschlechterbinarität und Geschlechterstereotypen zu denken und zu erfahren. Der Text wurde relativ breit rezipiert und war unter den Spiegel-Bestsellern.

## Inhalt

### Coming Out
Linus schreibt über sein erstes coming out in einem Starbucks am Frankfurter Hauptbahnhof, über seine weiteren Outings, unter anderem bei Facebook, und über damit einhergehende Veränderungen. Außerdem erzählt er davon, wie es ihm vor seinem coming out ging, von seinen Ängsten und Befürchtungen und davon, wie er den Namen Linus für sich ausgesucht hat. Er schreibt über seine erste Pubertät, über die von ihm empfundene Scham und über die Wichtigkeit eines unterstützenden Umfelds, sowie Zugang und Aufklärung zu queeren Themen. Linus erzählt davon, wie er sich früher gefühlt hat und von seinem langen Weg bis zu seinem coming out als trans Mann.

### Berlin
Er schreibt über den Umzug von Mühlheim nach Berlin kurz nach seinem Coming-out, über sein Vorstellungsgespräch und Outing im neuen Buchladen, davon, wie er seinen ersten Binder kauft und sich von Minette, einer Person, die queere Personen malt, porträtieren lässt. Zudem spricht Linus über Euphorie beim Einkaufen in der Herrenabteilung und über Dysphorie.

### Transition
Linus erzählt von seinem Weg zur Hormonersatztherapie mit Testosteron, den teils unnötigen Herausforderungen auf dem Weg, von den belastenden Wartezeiten und von seiner ersten Spritze Testosteron. Zudem spricht er über Erfahrungen, die er schon in endokrinologischen und gynäkologischen Praxen gemacht hat, über seine Transition und damit einhergehende Veränderungen, Gefühle und Gedanken. Linus spricht über Mikrodysphorien, aber auch über Mikroaffirmationen. Außerdem geht er auf das diskriminierende Transsexuellengesetz ein und erzählt von seiner Vornamens- und Personenstandsänderung und den positiven Veränderungen in seinem Alltag. Er schreibt über das Verhältnis zu seinem Körper, über Scham und Einsamkeit, über Sexualität und über Diskriminierung von trans Personen beim Dating, sowie über seine Erfahrungen auf der Datingplattform Planet Romeo. Linus berichtet von wenigen Erinnerungen an seine Kindheit und Jugend und davon, wie er sich seit seinen ersten coming outs fühlt und erklärt, dass und warum trans-sein keine Phase ist. Außerdem spricht er generell über (seine) Transition, über Passing und Diskriminierung und wünscht sich mehr Repräsentation und Akzeptanz für verschiedene Lebensrealitäten von trans Personen und Gender Ausdrücke. Linus erzählt von seinem Vorgespräch für die Mastektomie in Reinbek, von seiner zweiten Erfahrung, sich von Minette circa zwei Jahre später zeichnen zu lassen und er spricht über (seinen) queere(n) Körper.

### Gewalt im digitalen und analogen Leben
Seit Dezember 2017 ist Linus betroffen von Hasskommentaren und transfeindlichen Aufrufen gegen ihn im Internet. Er erzählt von seinem Umgang damit und den damit einhergehenden Veränderungen. Wenige Zeit später greift der Hass und die Gewalt auf sein analoges Leben über, zunächst auf seinen Arbeitsplatz und später auf seine eigene Wohnung. Linus erzählt von dieser Zeit, von den Reaktionen, von Täter-Opfer-Umkehr, von fehlenden Strukturen, um gegen diese Art von Gewalt vorzugehen und er spricht über Solidarität.

### Sprache
Linus möchte dafür sensibilisieren, dass Sprache Macht hat bzw. haben kann. Er erklärt wichtige Begriffe, wie beispielsweise was ein deadname ist und zeigt auf, warum manche Formulierungen unpassend und verletzend sind/sein können. Gleichzeitig macht er Vorschläge, wie man sich transinklusiver und sensibler ausdrücken kann. Außerdem erklärt er, warum cis Personen sich selbst mit dem Thema auseinandersetzen müssen und dass keine trans Person irgendjemand Aufklärung oder die Beantwortung von Fragen zu trans Themen und der eigenen Identität schuldet. Linus spricht zudem über Bodyshaming und in welcher Art und Weise er davon betroffen ist. Aber er schreibt auch darüber, dass er erst langsam lernt herauszufinden, was er eigentlich mag und dass er lernt nein zu sagen.

### Queere Vorbilder und Repräsentation
Linus erzählt von seiner damaligen ersten Begegnung mit Henri, der selbst trans ist und davon, dass er einige Zeit nach seinem Outing eine Person traf, die selbst noch vor dem coming out stand und der er zeigen wollte, dass es ok und möglich ist, trans zu sein. Außerdem erklärt er in diesem Kontext den Begriff eggmode als „Zustand [...], in dem sich Menschen befinden, die trans sind, es selbst aber noch nicht wissen – oder aber verdrängen“. Zudem betont er, dass und wie wichtig es ist, dass queere und trans Personen medial repräsentiert werden und queere und trans Personen an der Produktion teilhaben und dabei verschiedene Lebensrealitäten gezeigt und miteinbezogen werden.

### Ende
Linus geht kurz darauf ein, was ihn dazu bewegt hat, Ich bin Linus. Wie ich der Mann wurde, der ich schon immer war zu schreiben. Er schrieb den Text zu Beginn der Corona-Pandemie 2020 fertig und gibt einen kurzen Einblick, welche Folgen und Veränderungen die Corona-Pandemie für ihn persönlich, aber auch für trans Personen (aus seinem Umfeld) hatte bzw. gehabt haben kann. Er endet mit Bücher- und Serienempfehlungen und einer Danksagung.

## Rezeption
Ich bin Linus; wie ich der Mann wurde, der ich schon immer war wurde relativ breit rezipiert. Es wurde im Rahmen der Leipziger Buchmesse 2020 auf dem blauen Sofa besprochen, in der Süddeutschen Zeitung rezensiert, sowie in mehreren kleineren Medien, wie dem Krachfink Magazin, dem literarischen Zentrum Gießen, dem Divers Magazin und den Kulturnews.
Das Buch wurde weitestgehend positiv aufgenommen. Damit, dass das Buch versuche, alle Personen, unabhängig davon, ob sie cis oder trans sind, anzusprechen, geht einher, dass Stil und Struktur etwas leiden, so beispielsweise die Süddeutsche Zeitung oder zum Teil das Divers Magazin. Dennoch schaffe Giese es, so die Süddeutsche Zeitung, „allgemein verständlich zu schreiben, ohne an Komplexität einzubüßen“. Auch das literarische Zentrum Gießen und die Kulturnews kommen zu dem Fazit, dass das Buch wichtige Aufklärungsarbeit leistet, während Giese gleichzeitig über sein Leben und persönliche Erfahrungen schreibt. Die Rezension des blauen Sofas im Rahmen der Buchmesse 2020 kommt zu dem Schluss, dass Giese einen guten Einblick in sein Leben als trans Mann und die damit einhergehenden Herausforderungen (in unserer Gesellschaft) gebe, während er gleichzeitig für wichtige Themen sensibilisiere.
Das Divers Magazin kritisiert zum einen, dass beispielsweise manche Studien, auf die Bezug genommen wird, nicht noch einmal angegeben wurden und zum anderen, dass die Kapitel sehr „an eine Essay-Sammlung erinnern [...]“, sieht darin aber auch den Vorteil, dass der Text unmittelbarer wirke. Dass sich Giese hin und wieder zu widersprechen scheine, sieht das Divers Magazin tendenziell als Ausdruck dessen, „dass hier Gedankenprozesse und -karuselle erkennbar werden, die so oder so ähnlich alle (queeren) Menschen nach und nach durchlaufen können“.
Es gab mehrere Lesungen mit Giese zu seinem Buch, wie etwa die Lesung in der Dissens-Geschäftsstelle im März 2023 oder die Lesung im Rahmen der Veranstaltungsreihe „Queer (L)it!“ in der Stadtbibliothek Bremen, die „sehr gut besucht [...]“ war. Giese war zudem schon mehrfach Gast in verschiedenen Podcasts.

## Entstehungsgeschichte und weitere Werke des Autors
Schon vor der Veröffentlichung von Ich bin Linus veröffentlichte Giese auf seinem Buchblog buzzaldrins.de regelmäßig Beiträge und schrieb auf ichbinslinus.de über seine Transition. Zudem hat er schon Beiträge für die taz, den Tagesspiegel oder VICE geschrieben. Er schreibt in seinem Buch, er habe Ich bin Linus geschrieben als „Teil [seiner] aktivistischen Arbeit. [Er hat] eine soziale und moralische Verantwortung gegenüber allen, die jünger, schwächer oder weniger privilegiert sind, als [er] es [ist]. [Er] möchte anderen trans Menschen dabei helfen, sich weniger ängstlich zu fühlen. Natürlich möchte [er] auch all diejenigen aufklären, die mit diesem Thema noch nicht in Berührung gekommen sind. [Er] möchte auf eine Art und Weise über [sein] Leben schreiben, die sowohl trans Menschen anspricht als auch Freund*innen und Familienangehörige.“
Sein zweites Buch Lieber Jonas oder der Wunsch nach Selbstbestimmung erschien am 20. Februar 2023 im kjona Verlag.

### Textausgabe
- Linus Giese: Ich bin Linus. Wie ich der Mann wurde, der ich schon immer war. Rowohlt Polaris Verlag, Hamburg 2020, ISBN 978-3-499-00312-7.